# Uperoleia daviesae
Uperoleia daviesae é uma espécie de anfíbio anuro da família Myobatrachidae. Está presente na Austrália. A UICN classificou-a como deficiente de dados.